# Quem Vai Ficar com Mário? (filme)
Quem Vai Ficar com Mário? é um filme brasileiro de 2021, do gênero comédia romântica, dirigido por Hsu Chien. Escrito por Stella Miranda, Luís Salém e Rafael Campos, é protagonizado por Daniel Rocha. Conta ainda com Felipe Abib, Rômulo Arantes, Letícia Lima e Nany People no elenco.

## Sinopse
Mário (Daniel Rocha) viaja de volta para o Rio Grande do Sul, sua terra natal, para visitar sua família com a intenção de assumir sua sexualidade para o pai conservador (Zé Victor Castiel) e contar que mora com o namorado, Fernando (Felipe Abib). Entretanto, Vicente (Rômulo Arantes Neto), seu irmão mais velho, acaba estregando o momento trazendo outras novidades para a ocasião. A situação fica ainda pior quando o pai de Mário pede para que ele assuma a liderança da cervejaria da família, onde ele conhece Ana (Letícia Lima), coach responsável por modernizar a empresa.

## Elenco
- Daniel Rocha como Mário Brüderlich/ Mário Fraterno
- Felipe Abib como Fernando Maia "Nando"
- Letícia Lima como Ana Melo
- Nany People como Lana de Holanda
- Rômulo Arantes Neto como Vicente Brüderlich
- Elisa Pinheiro como Bianca Brüderlich
- José Victor Castiel como Antônio Brüderlich
- Amélia Bittencourt como Helena Brüderlich
- Alice Borges como Janaína
- Marcos Breda como Salvador
- Victor Maia como Kiko Silva
- Nando Brandão como Xande Pinto
- Nicole Meire como Camila Brüderlich "Camilinha"
- Luís Távora como Bellboy
- Maria Pompeu como Gerusa
- Dja Martins como Clotilde
- Pietro Mário como Abílio

## Produção
O filme é baseado no longa italiano Mine Vaganti (no Brasil, O Primeiro que Disse), de 2010.
Nany People foi convidada para compor o elenco da obra e só aceitou participar sob condições de alterar alguns diálogos no roteiro, que para a atriz eram considerados grotescos e ofensivos. Seu pedido foi acatado pela equipe de roteiristas compostas por nomes conhecidos, como a atriz Stella Miranda, o ator Luís Salém e Rafael Campos Rocha.
Exclusivamente para o filme, Pabllo Vittar interpretou uma versão da canção "O Menino e o Espelho".

## Lançamento
O filme foi lançado nos cinemas em 10 de junho de 2021 distribuído pela Paris Filmes e Downtown Filmes. A estreia foi com sessões limitadas, devido as medidas de segurança contra a pandemia de COVID-19, em cinemas de algumas cidades, como São Paulo, Rio de Janeiro e Brasília.

## Recepção

### Crítica dos especialistas
Janda Montenegro, do site Cine Pop, escreveu: "O legal de Quem vai ficar com Mário? é a forma como o filme aponta como a homofobia e o preconceito são culturalmente passados em nossa sociedade — não à toa, o longa é situado na região sul do país, tão preocupada em passar uma aparência de macheza. [...] Quem vai ficar com Mário? é uma deliciosa comédia romântica para todos os gêneros."
Tabatha Oliveira, do site Estação Nerd, disse: "O filme traz uma energia positiva, com um enredo alto astral, tratando de temas importantes como homofobia, machismo e representatividade LGBTQIA+ de uma forma leve, didática e divertida."